# Torquatella cornuta
Torquatella cornuta är en mossdjursart som först beskrevs av William More Gabb och Horn 1862.  Torquatella cornuta ingår i släktet Torquatella och familjen Torquatellidae. Inga underarter finns listade i Catalogue of Life.